# Ocyale pilosa
Ocyale pilosa là một loài nhện trong họ Lycosidae.
Loài này thuộc chi Ocyale. Ocyale pilosa được Carl Friedrich Roewer miêu tả năm 1960.